# Tomás Saldaña

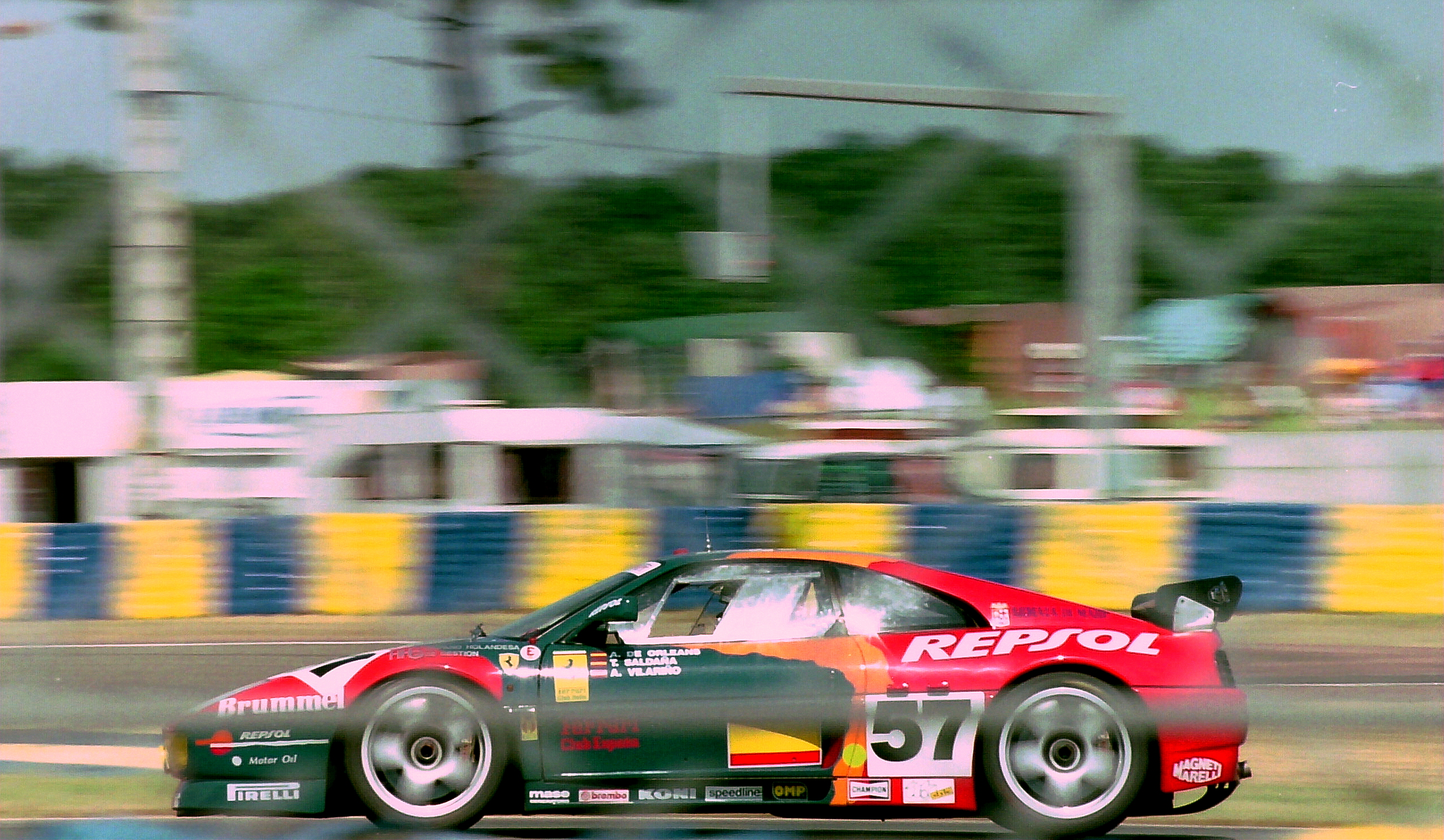
Der Ferrari 348 GTC-LM von Tomas Saldaña, Andres Vilariño und Alfonso de Orleans-Borbón beim 24-Stunden-Rennen von Le Mans 1994

Tomás Saldaña Ruiz de Velasco (* 23. März 1961 in Bilbao) ist ein ehemaliger spanischer Autorennfahrer.

## Karriere als Rennfahrer
Tomás Saldaña war in den 1990er- und 2000er-Jahren als Sportwagenpilot aktiv. Neben Starts in der Interserie 1991 hatte er seinen ersten internationalen Einsatz beim 430-km-Rennen von Mexiko, einem Wertungslauf der Sportwagen-Weltmeisterschaft 1991. Mit Partner François Migault erreichte er im Werks-Cougar C26S den zehnten Rang in der Gesamtwertung. Nach einigen Rennjahren in der Interserie wechselte Saldaña in den GT-Sport und fuhr erst in der BPR Global GT Series und ab 1997 in der FIA-GT-Meisterschaft. In den letzten Jahren seiner Fahrerkarriere, die mit dem Ablauf der Saison 2006 endete, war er in der Spanischen GT-Meisterschaft engagiert. 
Tomás Saldaña gelangen zwischen 1991 und 2006 bei 78 Rennstarts vier Gesamt- und vier Klassensiege. Siebenmal ging er beim 24-Stunden-Rennen von Le Mans an den Start. Beste Platzierung im Schlussklassement war der elfte Gesamtrang 1994. 
Nach dem Ende seiner Fahrerkarriere arbeitete er für Eurosport Spanien als Motorsportkommentator.

## Statistik

### Le-Mans-Ergebnisse
| Jahr | Team                      | Fahrzeug           | Teamkollege               | Teamkollege              | Platzierung | Ausfallgrund    |
| ---- | ------------------------- | ------------------ | ------------------------- | ------------------------ | ----------- | --------------- |
| 1992 | Courage Compétition       | Cougar C28LM       | Denis Morin               | Jean-François Yvon       | Ausfall     | Motorschaden    |
| 1993 | Porsche Kremer Racing     | Porsche 962CK6     | François Migault          | Andy Evans               | Rang 13     |                 |
| 1994 | Repsol Ferrari España     | Ferrari 348 GTC-LM | Alfonso de Orléans-Borbón | Andres Vilariño          | Rang 11     |                 |
| 1995 | Heico Motorsport          | Porsche 911 GT2    | Alfonso de Orléans-Borbón | Miguel Ángel de Castro   | Ausfall     | Unfall          |
| 1997 | Kremer Racing             | Kremer K8 Spyder   | Jürgen Lässig             | Carl Rosenblad           | Ausfall     | Motorschaden    |
| 1999 | Kremer Racing             | Lola B98/10        | Didier de Radiguès        | Grant Orbell             | Ausfall     | Getriebeschaden |
| 2000 | Repsol Racing Engineering | Porsche 996 GT3 R  | Giovanni Lavaggi          | Jesús Diez de Villarroel | Ausfall     | Unfall          |

### Einzelergebnisse in der Sportwagen-Weltmeisterschaft
| Saison | Team                | Rennwagen  | 1   | 2   | 3   | 4   | 5   | 6   | 7   | 8   |
| ------ | ------------------- | ---------- | --- | --- | --- | --- | --- | --- | --- | --- |
| 1991   | Courage Compétition | Cougar C26 | SUZ | MON | SIL | LEM | NÜR | MAG | MEX | AUT |
| 1991   | Courage Compétition | Cougar C26 |     |     |     | 10  |     |     |     |     |
| 1992   | Courage Compétition | Cougar C28 | MON | SIL | LEM | DON | SUZ | MAG |     |     |
| 1992   | Courage Compétition | Cougar C28 | DNF |     |     |     |     |     |     |     |